# 厄特克丘約利
厄特克丘约利（羅馬化：Ytyk-Kyuyol'，羅馬化：Itık Küöl）是俄罗斯萨哈共和国塔塔區的村莊及該區的行政中心，坐落于塔塔河左岸， 距離共和國首府雅库茨克255（158英里）。據2010年的人口普查，該村人口为6,828人。